# 資本ストック
資本ストック（しほんストック）とは、ある時点で社会や企業が抱えている設備の量である。工作機械、自動車や船などの輸送機械など多様な物を含むため、台数などでは数えることができないため、金額換算される。

## 設備投資との関係
「設備投資は設備のフロー」「資本ストックは設備のストック」と言われる。これは、設備投資が毎年なおの一定期間ごとに設備に投入される量で、そこから減価償却などを除いてなお残った分がストック（在庫）として資本ストックに加えられる。
例えば、ある年の設備投資が100、減価償却が40、前年の資本ストックが400だった場合、
- 前年の資本ストック＋設備投資－減価償却＝当年の資本ストック
- 400+100-40=460

となり、ある年の資本ストックは460となる。

## ビンテージ
資本ストックは基本的に「量」だが、「質」を表す言葉としてビンテージがある。ビンテージとは、設備の平均年数のことを指し、ワインなどで使用されているビンテージとは意味が異なる。これが高い、つまり、設備を導入してから年数が経っているほど、設備が老朽化し、質が悪くなっていると考える。

## 資本ストックを見ることができる統計
- 民間企業資本ストック（内閣府）
- 国富調査

などがある。